# Joseph Pehrson
Joseph Ralph Pehrson (* 14. August 1950 in Detroit, Michigan; † 4. April 2020 in New York) war ein US-amerikanischer Komponist und Pianist.

## Leben
Pehrson studierte Komposition an der Eastman School of Music und University of Michigan und erwarb 1972 den Bachelor of Arts, 1973 den Master of Music und beendete seine Studien 1981 mit dem Doctor of Musical Arts (D.M.A.). Zu seinen Lehrern gehörten Leslie Bassett und Joseph Schwantner sowie Otto Luening und Elie Siegmeister in New York City.
Von 1992 bis 1993 war er Gastkomponist an der University of Akron in Ohio. Gemeinsam mit Patrick Hardish gründete Pehrson 1983 die Composers Concordance, Inc. in New York. Zudem stand er den Composers Concordance Records vor und war Mitglied des New York Composers Circle. Er schrieb für den New Music Connoisseur, ein New Yorker Magazin für Neue Musik des Center for Contemporary Opera und der American Composers Alliance.
Seine Werke umfassen Orchester- und Kammermusik, inklusive Elektronischer Musik. Sie wurden u. a. von den Solisten Francis Orval und Carson Cooman sowie den Ensembles American Modern Ensemble und Ensemble Sortisatio uraufgeführt. Pehrsons Musik wurde in zahlreichen Städten der USA gespielt. Es führte ihn in die Merkin Concert Hall und Carnegie Hall. Konzerte erfolgten auch in Mittel- und Osteuropa bei den ISCM World Music Days 1999 sowie Russland, organisiert von Anton Rovner.

## Preise
- 1993: Gewinner der  Chicago Ensemble Competition (für Exhilarations)

## Werke (Auswahl)

### Orchesterwerke
- Regions (1973)
- Sinfonia Concertante (1980)
- Manhattan Plaza Orchestral Painting (1988)
- Chromakkordion (1995)

### Kammermusik
- De Rerum Natura (1974)
- Entropic Latitudes (1974)
- Patina (1977)
- New York Suite (1983)
- Concertino for Horn & Eight Instruments (1987)
- Hornucopia (1988)
- Etheroscape (1989)
- Windwork (1990)
- Confessions of the Goliards (1992)
- Lustspiel (1993)
- Forest of Winds (1994)
- Hornorarium (1994)
- Trumpet in a New Surrounding (1996)
- Wild, Wild West (1997)
- Twang (1998)
- Blackjinn (2003)
- Mandolini Majestici (2003)
- Liberations (2006)
- Windjammer (2006)
- Cracker (2006)
- Slacker Cracker (2006)
- Spinner (2006)
- Prudendurance (2008)
- Fire in the Evening (2008)
- Good Time (2008)
- Night Crawler (2009)

### Elektronische Musik
- Alignments (1974)
- T & Serial (1990)
- Wuuuu (1997)
- Unheard (2000)
- Verklarte Neunzehn (2000)
- Hexy (2000)
- Beepy (2001)
- The Tempest (2001)
- Blect (2002)
- Inner Voices (2005)
- microproj (2007)

## Diskographie
- The William Cullen Bryant Bicentennial Concert (1995)
- Electronical (2007)
- Ballets & Solos (2010)